# ثلاثة وتسعون
ثلاثة وتسعون (بالفرنسية: Quatrevingt-treize)‏ هي آخر رواية للكاتب الفرنسي فيكتور هوغو. نشرت في عام 1874، بعد وقت قصير من الاضطراب الدموي في كومونة باريس، وتدور أحداث الرواية في ثورة فيندي وشوانري في عام 1793 – وهي من الثورات المضادة خلال الثورة الفرنسية. وهي مقسمة إلى ثلاثة أجزاء، ولكن ليس بشكل زمني. كل جزء يحكي قصة مختلفة، ويقدم وجهة نظر مختلفة للأحداث التاريخية العامة. تدور اغلب الأحداث في بريتاني وباريس.